# Vorderberg (Gemeinde Sankt Stefan im Gailtal)
Vorderberg, slowenisch Blače, ist ein Dorf im Gailtal in Kärnten. Es ist eine Ortschaft und eine Katastralgemeinde der Gemeinde St. Stefan im Gailtal im Bezirk Hermagor. Die Ortschaft hat 341 Einwohner (Stand 1. Jänner 2024).

## Geographie
Vorderberg ist ein Reihen- und Haufendorf im unteren Gailtal und umfasst knapp 160 Gebäude. Es liegt rechtsufrig der Gail am Fuße des Karnischen Hauptkamms, entlang des Vorderberger Wildbachs, der vom Poludnig (1999 m ü. A.) her kommt.
Zur Katastralgemeinde gehört auch das Vorderbergertal und das Berggebiet bis an den Karnischen Kamm mit Oisternig (2053 m ü. A.) und Sagran (1931 m ü. A.) und die italienische Grenze – nicht aber das hinterste Tal, das mitsamt Egger-Alm-See zu Egg gehört.
Nachbarortschaften und -katastralgemeinden
| Köstendorf (KG) Latschach (Ortsch., Gem. Hermagor-Pressegger See)                                              | St. Stefan (KG) Edling (Ortsch.)                                    | St. Paul a.d.G. (Ortsch., KG St. Paul) |
| Nampolach (Ortsch.) Görtschach (KG) (beide Gem. Hermagor-Pressegger See)                                       | Kompassrose, die auf Nachbargemeinden zeigt                         | Feistritz a.d.G. (KG, Ortsch.)         |
| Egg (KG, Gem. Hermagor-Pressegger See) Malborghetto (Com. Malborghetto Valbruna, Reg. Friaul–Julisch Ven., IT) | Ugovizza (Com. Malborghetto Valbruna, Reg. Friaul–Julisch Ven., IT) |                                        |

## Geschichte
Urkundlich wurde es erstmals genannt im Jahre 1212. Im Jahre 1914 war ein schwerer Ortsbrand, bei welchem 42 Häuser zerstört wurden.

## Kultur und Sehenswürdigkeiten

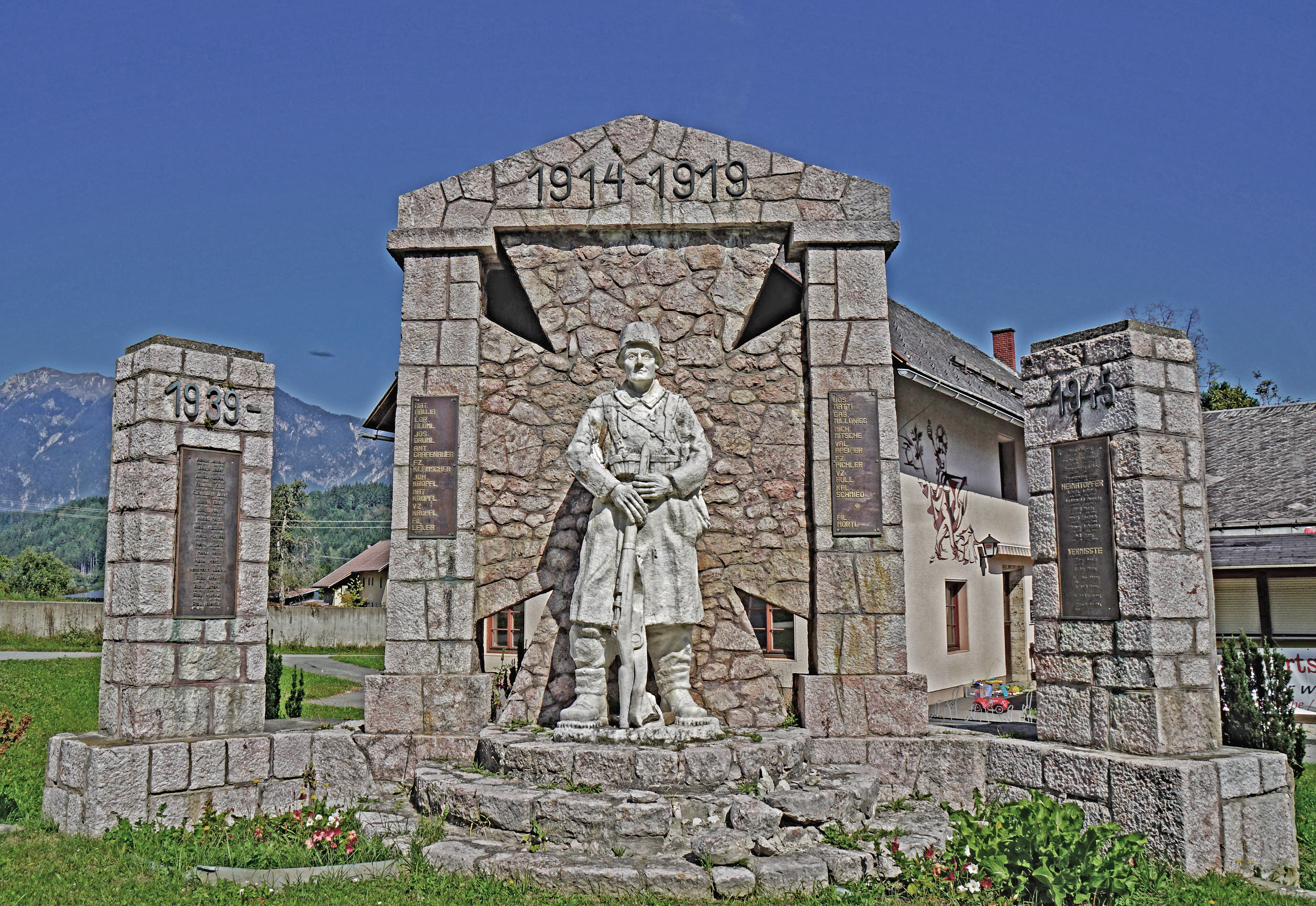
Gefallenen-Denkmal im Ortszentrum

- Pfarrkirche Hll. Petrus und Paulus
- Filialkirche Unsere liebe Frau im Graben (Maria im Graben)
- Denkmal für die Gefallenen der beiden Weltkriege im Ortszentrum
- Das Paradies, ab 1980 von Cornelius Kolig errichtete Architekturanlage mit Kunstobjekten

## Persönlichkeiten
- Matthias Abuja (1850–1903), Hof- und Gerichtsadvokat und Politiker